# Pardosa pexa
Pardosa pexa este o specie de păianjeni din genul Pardosa, familia Lycosidae, descrisă de Hickman, 1944.
Este endemică în South Australia. Conform Catalogue of Life specia Pardosa pexa nu are subspecii cunoscute.